# Guillermo Fesser
Guillermo Fesser Pérez de Petinto (Madrid, 4 de mayo de 1960) es un periodista, escritor y locutor radiofónico español que se dio a conocer con el programa Gomaespuma, cuyo diseño y creación compartió con Juan Luis Cano, y que generó, desde el año 2000, la Fundación Gomaespuma. 
Es hermano mayor del director de cine Javier Fesser (n. 1964) y del promotor cultural Alberto Fesser.

## Radio
Se inició en la radio en El Flexo, junto a Santiago Alcanda, Jaime Barella y Juan Luis Cano, al que había conocido en 1977, en la Universidad Complutense. Hicieron su primer programa de radio en la FM de Radio Madrid en 1981; juntos formaron el dúo Gomaespuma (1982 - 2007) que se emitió durante años primero en Antena 3 de Radio, luego en M80 Radio y finalmente en Onda Cero. Desde el 10 de abril de 2015 colabora los viernes, en Onda Cero, en el programa Más de uno con Carlos Alsina, donde presenta una sección llamada «Historias de un valle sin retorno». Reside en Nueva York.

## Televisión
Guillermo Fesser se estrenó en televisión, junto a su compañero Juan Luis Cano en el programa Punto de encuentro, grabado en España y emitido en todos los países hispanohablantes, con una sección en la que realizaban entrevistas surrealistas a pie de calle. Más tarde presentó junto a Pastora Vega y Toni Cantó, el programa de TVE La Tarde de Verano (1986), y durante unos meses, en 1992, el concurso VIP Noche en Telecinco. En colaboración con Kermit Love, el creador de las marionetas de la factoría de Jim Henson, ideó un programa de marionetas para Telecinco, realizado por Javier Fesser y con guiones de Juan Luis Cano y él mismo; el programa apareció en 1994 con el nombre de Gomaespuma, generando la sintonía que se utilizó en el programa de radio del mismo nombre.
Ya en el siglo XXI, tras dejar las tardes radiofónicas de Onda Cero en 2007, comenzó junto a Cano en La 2, el espacio Gomaespuminglish, un programa infantil de enseñanza de inglés en clave de humor, en el que crearon el personaje del ilustre académico 'don Eusebio'. Coincidiendo con los Juegos Olímpicos de Pekín 2008, Televisión Española, quién transmitió para España el evento, encargó a Fesser y Cano un especial. En el espacio denominado Pasando Olímpicamente, el dúo relató en clave humorística, desde la misma capital china, la actualidad informativa de los Juegos de lunes a viernes, en la franja del late night. En 2009, y como residente en Nueva York, presentó la sección 'La Pintada', en el programa 59 segundos de La 1, en la que el periodista trataba temas de la vida cotidiana norteamericana para acabar opinando sobre un tema de actualidad. Esos relatos fueron recopilados y publicados como libro bajo el título de A Cien Millas de Manhattan. El 1 de octubre de 2011, se estrenó en La 2, el programa Yo de mayor, quiero ser español, en el que junto a Cano, entrevistaban en clave de humor, a españoles ilustres que residían en el extranjero, como el futbolista Fernando Torres, la bailarina Tamara Rojo o el cocinero José Andrés. Desde 2015, participa como corresponsal en Estados Unidos, para el programa El Intermedio de La Sexta.
Desde diciembre de 2023 presenta en Telecinco el programa 100% únicos, en el que 30 personas con autismo hacen preguntas a diversos famosos.

## Cine
Dirigió Cándida, basada en la biografía de su asistenta que publicó bajo el título "Cuando Dios aprieta, ahoga pero bien". Además ha escrito el guion de El milagro de P. Tinto y La gran aventura de Mortadelo y Filemón, ambas dirigidas por su hermano. Así mismo, dirigió un programa de marionetas en Telecinco y, fruto de esa experiencia, manipuló y puso voz a la marioneta que aparece en el cortometraje Aquel ritmillo, en el que también se encargó del vestuario. Colaboró como supervisor del guion en El secdleto de la tlompeta, un corto humorístico de su hermano Javier.
También con Cano, ha prestado su voz para el doblaje en películas de ficción como Chicken Run: Evasión en la Granja, La espada mágica, Como perros y gatos, Héroe a rayas o Ali G anda suelto.

## Literatura
Se estrenó con Cuando Dios aprieta, ahoga pero bien (memorias de una asistenta) (1998), que luego se llevó al cine (2006) dirigida por él mismo, de la que se publicó una segunda parte. Cuenta la historia de Cándida Villar, la asistenta de la familia Fesser, una mujer natural de Martos (Jaén) que acaba trabajando como crítica cinematográfica para Gomaespuma. Guillermo asegura que se trata de una biografía real.
Con Juan Luis Cano ha publicado tres cómics con dibujos de Vicente Luis Conejos, Marchando una de mili, Navidad con orejas y Pasando Olímpicamente; tres libros de humor para la editorial Temas de Hoy, Familia no hay más que una, Grandes disgustos de la historia de España, ¿Quién me mandaría meterme en obras?; un libro de entrevistas El papa dijo no; un cómic con dibujos de José Luis Agreda, A la fuerza ahorcan; dos libros de memorias, 20 años de Gomaespuma, redactado por Curra Fernández y Nuria Serena, y 20 años de Gomaespuma; y ¡Vivan los novios!, con fotografías de bodas.
En 2008 publicó A cien millas de Manhattan, libro que describe características de la cultura americana, así como particulares e interesantes historias personales de gente que él ha conocido. 
En 2011 presentó en la BookExpo América de Nueva York, un innovador libro interactivo para niños creado específicamente para tabletas y teléfonos móviles.
En 2022 publicó Marcelo una novela que recorre la cultura estadounidense y la cultura latina a través de las conversaciones del barman Marcelo con los clientes del Oyster Bar del Grand Central Terminal, mientras toman un aperitivo o un bocadillo de ostras a la espera que salga su tren.

## Obra seleccionada
- 1998 Cuando Dios aprieta, ahoga pero bien
- 2008 A cien millas de Manhattan
- 2022 Marcelo de Guillermo Fesser[9]

## Vida personal
En julio de 2002 se trasladó a vivir con sus tres hijos y su esposa estadounidense, Sarah Hill, a la localidad natal de ella, Rhinebeck, en el condado de Dutchess, un pueblo de 3.000 habitantes a orillas del río Hudson situado a 167 km de la ciudad de Nueva York.